# الهواریه
الهواریه (به عربی: الهواریة) یک منطقهٔ مسکونی در تونس است که در استان نابل واقع شده‌است. الهواریه ۹٬۶۲۹ نفر جمعیت دارد.